# Charras
Charras è un comune francese di 342 abitanti situato nel dipartimento della Charente, nella regione della Nuova Aquitania.

## Storia

### Simboli
L'aquila è ripresa dal blasone della famiglia de La Laurencie che fu proprietaria del castello fino al XVIII secolo (d'azzurro, all'aquila bicipite d'argento, rostrata e membrata d'oro).

## Società

### Evoluzione demografica
Abitanti censiti